# Gyomaendrőd
Gyomaendrőd é uma cidade da Hungria, situada no condado de Békés. Tem 95,56 km² de área e sua população em 2019 foi estimada em 12.784 habitantes.